# マレストロワ
マレトロワ （Malestroit（フランス語発音: [maletʁwa]）、ブルトン語:Malastred、ガロ語:Maltrë）は、フランス、ブルターニュ地域圏、モルビアン県のコミューン。
ナント・ア・ブレスト運河、ウスト川が流れており、マレトロワ内で合流する。

## 由来
1131年にはMalestricumと記されている。名称はオイル語の方言で、「悪しき行進」を意味するmauvais défiléから来ている。

## 歴史
昔から、ウスト河岸に移り住んだ修道士たちによって987年にマレトロワのまちがつくられたとされてきた。第一次ブルターニュ継承戦争の休戦協定が1343年1月19日にマレトロワで結ばれている。
1940年1月4日より、マレトロワとその周囲はポーランド人部隊が駐屯した。彼らはナルヴィクの戦いに参加した山岳猟兵であった。

## 人口統計
| 1962年 | 1968年 | 1975年 | 1982年 | 1990年 | 1999年 | 2006年 |
| ------ | ------ | ------ | ------ | ------ | ------ | ------ |
| 2381   | 2483   | 2506   | 2465   | 2357   | 2472   | 2478   |

## 史跡
- サン・ジル教会 - 11世紀。1592年に一部が破壊された。北半分は再建されている。
- マドレーヌ教会の廃墟
- フォーブル・サン・ミシェルの十字架
- カルフール・サン・ミシェルの十字架

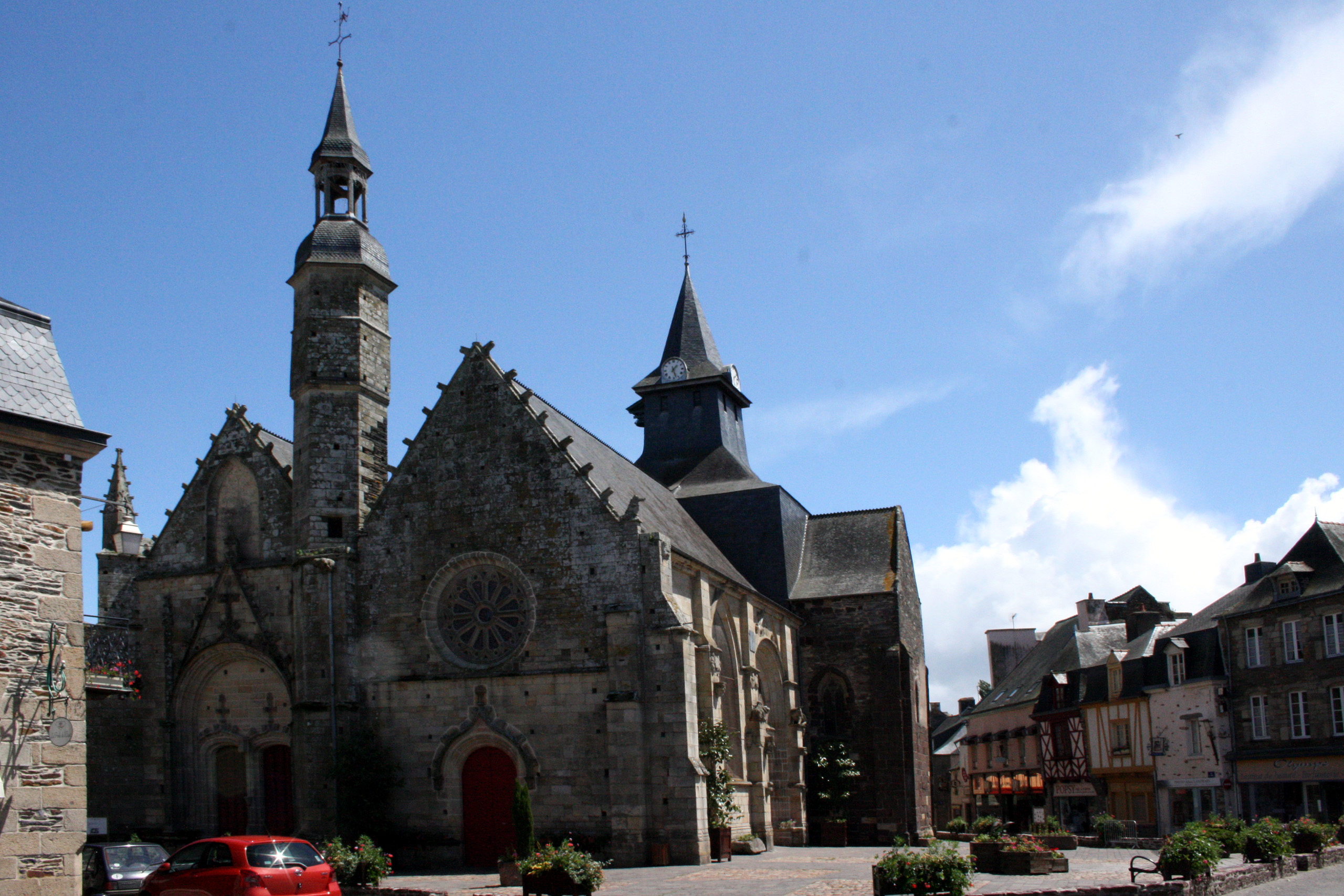
サン・ジル教会
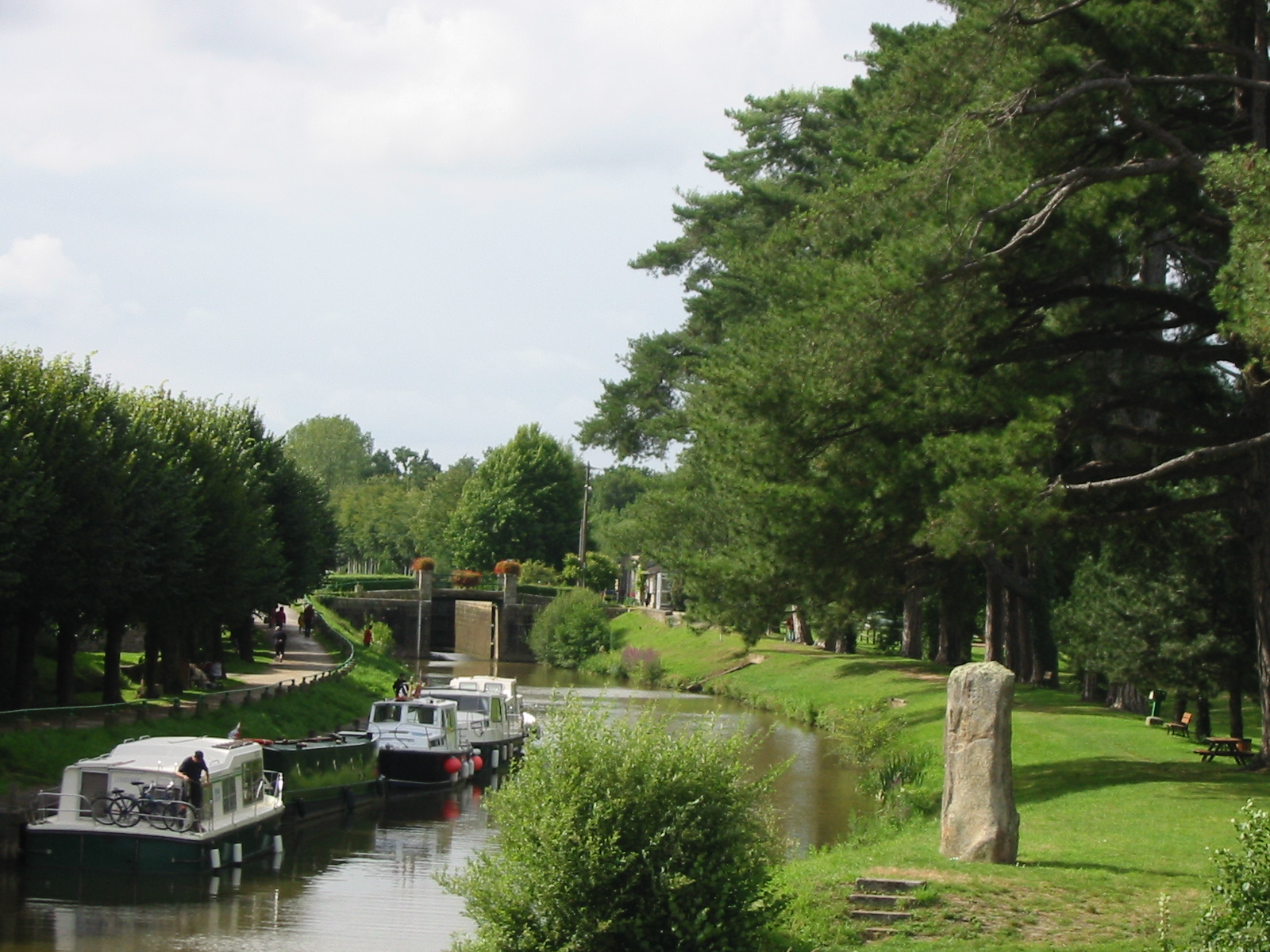
ウスト川と運河

## 出身者
- マクシム・デュペ - サッカー選手